# ス・ムダルジ
ス・ムダルジ（簡体字:苏木达尔基、ラテン文字転写:Su Mudaerji、チベット文字:བསོད་ནམས་དར་རྒྱས།་ 、1996年1月20日 - ）は、中国の男性総合格闘家。四川省アバ・チベット族チャン族自治州黒水県出身。エンボ・ファイトクラブ/アメリカン・トップチーム所属。チベット民族初のUFC選手。

## 来歴

### 総合格闘技
2016年、プロ総合格闘技デビュー。中国の格闘技団体武林風を主戦場に14戦11勝の戦績を残す。

#### UFC
2018年11月24日、UFC初参戦となったUFC Fight Night: Blaydes vs. Ngannou 2でルイス・スモルカと対戦し、腕ひしぎ十字固めで2R一本負け。
2020年11月28日、フライ級復帰戦となったUFC on ESPN: Smith vs. Clarkでマルコム・ゴードンと対戦し、スタンドパンチ連打で開始44秒のKO勝ち。パフォーマンス・オブ・ザ・ナイトを受賞した。
2021年1月20日、UFC on ESPN: Chiesa vs. Magnyでザルーク・アダーシェフと対戦し、3-0の判定勝ち。3連勝となった。
2022年7月16日、約1年6カ月ぶりの復帰戦となったUFC on ABC: Ortega vs. Rodríguezでフライ級ランキング8位のマット・シュネルと対戦。パンチと肘打ちで何度もシュネルをぐらつかせたものの、テイクダウンを奪われグラウンドの肘打ちとパウンドで巻き返されると、最後はマウントから反転した際に三角絞めを極められ2Rテクニカル一本負け。ファイト・オブ・ザ・ナイトを受賞した。
2023年12月9日、UFC Fight Night: Song vs. Gutiérrezでフライ級ランキング10位のティム・エリオットとバンタム級契約で対戦し、肩固めで1R一本負け。当初は同大会でアラン・ナシメントと対戦予定であったが、ナシメントの負傷欠場によりエリオットとの対戦に変更された。

## 戦績
| 総合格闘技 戦績 | 総合格闘技 戦績 | 総合格闘技 戦績 | 総合格闘技 戦績 | 総合格闘技 戦績 | 総合格闘技 戦績 | 総合格闘技 戦績 |
| --------------- | --------------- | --------------- | --------------- | --------------- | --------------- | --------------- |
| 24 試合         | (T)KO           | 一本            | 判定            | その他          | 引き分け        | 無効試合        |
| 17 勝           | 13              | 1               | 3               | 0               | 0               | 0               |
| 7 敗            | 0               | 7               | 0               | 0               | 0               | 0               |

| 勝敗 | 対戦相手                   | 試合結果                                         | 大会名                                     | 開催年月日     |
|      | ケビン・ボルハス           |                                                  | UFC Fight Night: Walker vs. Zhang          | 2025年8月23日  |
| ○    | ミッチ・ラポーゾ           | 5分3R終了 判定2-1                                | UFC 314: Volkanovski vs. Lopes             | 2025年4月12日  |
| ×    | チャールズ・ジョンソン     | 5分3R終了 判定0-3                                | UFC Fight Night: Hernandez vs. Pereira     | 2024年10月19日 |
| ×    | ティム・エリオット         | 1R 4:02 肩固め                                   | UFC Fight Night: Song vs. Gutiérrez        | 2023年12月9日  |
| ×    | マット・シュネル           | 2R 4:24 三角絞め                                 | UFC on ABC 3: Ortega vs. Rodríguez         | 2022年7月16日  |
| ○    | ザルーク・アダーシェフ     | 5分3R終了 判定3-0                                | UFC on ESPN 20: Chiesa vs. Magny           | 2021年1月20日  |
| ○    | マルコム・ゴードン         | 1R 0:44 KO（スタンドパンチ連打）                 | UFC on ESPN 18: Smith vs. Clark            | 2020年11月28日 |
| ○    | アンドレ・スーカムタス     | 5分3R終了 判定3-0                                | UFC Fight Night: Andrade vs. Zhang         | 2019年8月31日  |
| ×    | ルイス・スモルカ           | 2R 2:07 腕ひしぎ十字固め                         | UFC Fight Night: Blaydes vs. Ngannou 2     | 2018年11月24日 |
| ×    | マ・ハオビン               | 2R 3:57 チョーク                                 | WLF: W.A.R.S. 28                           | 2018年10月26日 |
| ○    | yusei                      | 1R 0:53 KO（パンチ連打）                         | WLF: W.A.R.S. 25                           | 2018年8月2日   |
| ○    | テミルラン・バマダリエフ   | 1R 2:14 TKO（パンチ連打）                        | WLF: W.A.R.S. 25                           | 2018年6月27日  |
| ○    | ゼリムハン・マカエフ       | 1R 4:01 KO（ボディへの右スピニングバックキック） | WLF: W.A.R.S. 23                           | 2018年4月14日  |
| ○    | ビジナ・ガヴァシェリシビリ | 1R 2:36 KO（飛び膝蹴り）                         | WLF: W.A.R.S. 22                           | 2018年3月17日  |
| ×    | アブドラ・アリエフ         | 3R 3:16 チョーク                                 | WLF: W.A.R.S. 21 【WFLフライ級王座決定戦】 | 2018年1月13日  |
| ○    | キリル                     | 1R 3:19 KO（ボディブロー）                       | IPFC: YunFeng Showdown 7                   | 2017年11月25日 |
| ○    | 小林亮太                   | 1R 1:19 TKO（パンチ連打）                        | WLF: W.A.R.S. 18                           | 2017年10月28日 |
| ○    | ホマール・マンランジト     | 1R 1:20 TKO（パンチ連打）                        | WLF: W.A.R.S. 17                           | 2017年9月16日  |
| ○    | リュー・ペンシャイ         | 1R TKO（パンチ連打）                             | Chin Woo Men MMA Professional League       | 2017年4月7日   |
| ○    | ガオ・ジュニエ             | 1R 3:39 KO（左ストレート→パウンド）              | WLF World Championship                     | 2017年1月13日  |
| ○    | テイムル・ラギモフ         | 3R チョーク                                      | WLF: E.P.I.C. 8                            | 2016年9月28日  |
| ○    | イサイアス・セリーバ       | 2R TKO（棄権）                                   | WLF: E.P.I.C. 5                            | 2016年6月29日  |
| ○    | レオニド・マロぜモフ       | 2R KO（ハイキック）                              | WLF: E.P.I.C. 3                            | 2016年4月23日  |
| ×    | 上原裕介                   | 1R 腕ひしぎ十字固め                              | WLF: E.P.I.C. 2                            | 2016年3月13日  |
| ○    | イム・スンホン             | 1R TKO（ドクターストップ）                       | WLF: E.P.I.C. 1                            | 2016年1月13日  |

## 表彰
- UFC パフォーマンス・オブ・ザ・ナイト（1回）
- UFC ファイト・オブ・ザ・ナイト（1回）